# Jardin botanique de Chelsea

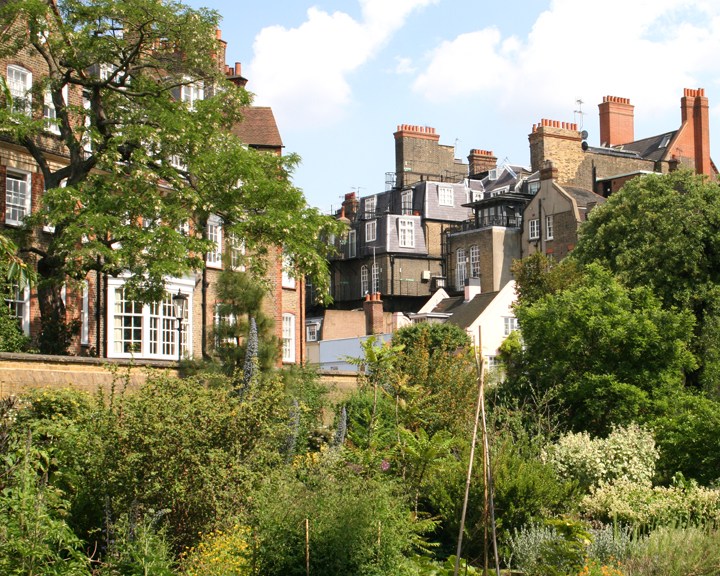
Le jardin et la maison en arrière-plan.

Le Jardin botanique de Chelsea (Chelsea Physic Garden) a été créé sous le nom de Apothecaries’ Garden  à Londres, en Angleterre en 1673.  C'est le deuxième plus ancien jardin botanique de Grande-Bretagne, après le jardin botanique de l'université d'Oxford créé en 1621. 
Son jardin de rocailles est le plus ancien jardin anglais consacré aux plantes alpines. Il abrite le plus grand olivier fructifère en Grande-Bretagne, protégé du froid par les hauts murs en briques du jardin, ainsi que sans doute le plus septentrional des pamplemoussiers poussant à l'extérieur. Jalousement gardé par la Worshipful Society of Apothecaries, le jardin est devenu un organisme de bienfaisance enregistré et a été ouvert au grand public pour la première fois en 1983. Le jardin est membre des London Museums of Health & Medicine. 

## Historique
La Worshipful Society of Apothecaries a créé le jardin sur un terrain loué par Sir John Danvers dans le quartier de Chelsea, à Londres. La maison sur le terrain, appelée Danvers House, était contigüe à la maison de Sir Thomas More. Danvers House a été démolie en 1696 pour faire place à Danvers Street. 
En 1713, le Dr Hans Sloane acheta à Charles Cheyne le Manoir de Chelsea, adjacent au terrain et, en 1722, il loua environ 4 acres (1,6 ha) à la Société des apothicaires pour 5 £ par an à perpétuité, exigeant seulement que le jardin offre à la Royal Society, dont il était le directeur, 50 échantillons d'espèces d'herbes utiles par an, pour un total de 2 000 plantes.
Philip Miller devient le chef-jardinier du jardin botanique de Chelsea de 1722 jusqu'à sa mort. Il fit de cet établissement une des plus riches collections de plantes rares ou exotiques acclimatées en Europe, grâce à ses correspondants du monde entier.